# Vissenkom (Ede)

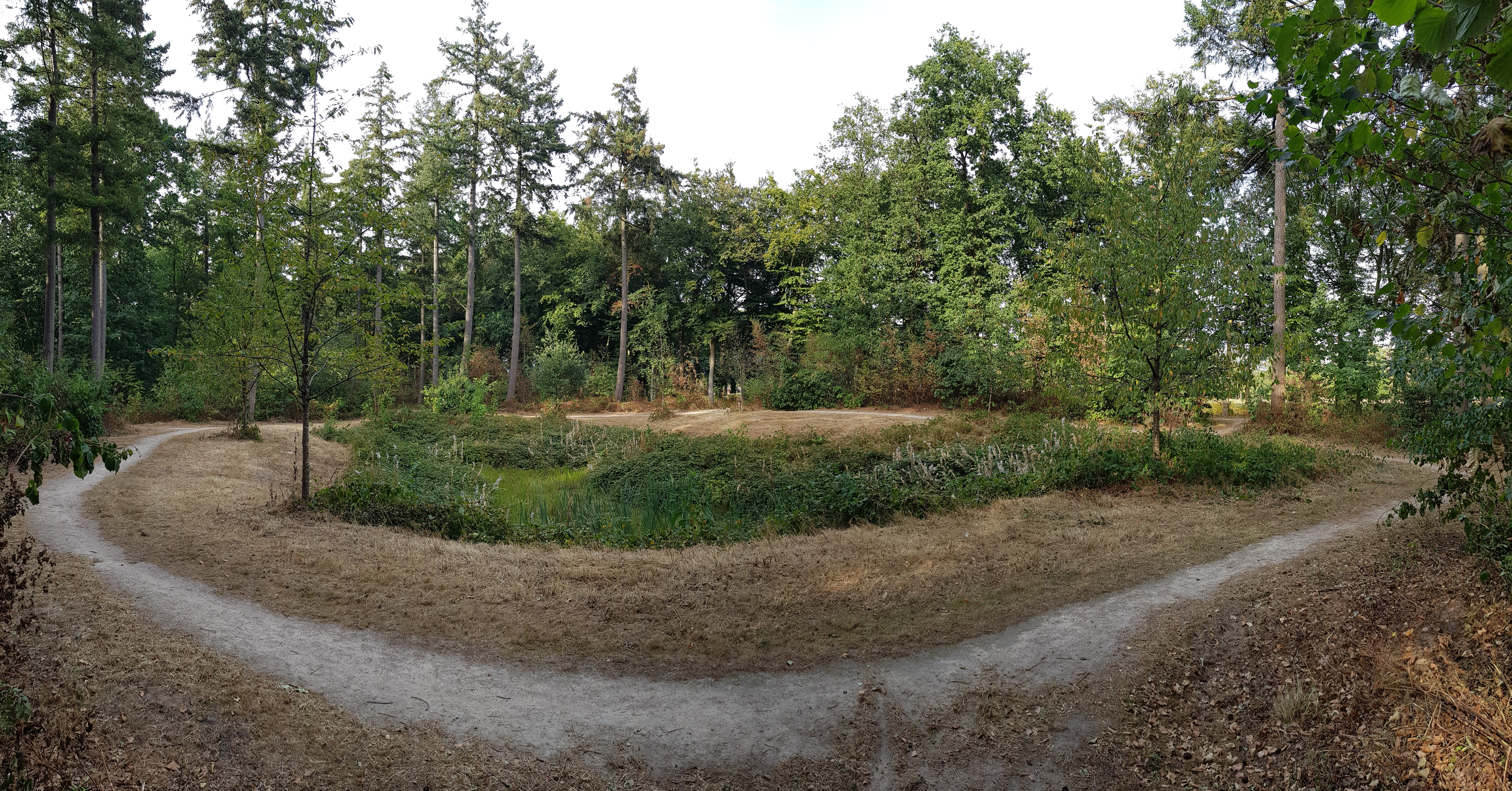
De Vissenkom

De Vissenkom of Viskom is een vijver in de Nederlandse gemeente Ede. De vijver ligt ten noorden van het dorp Ede op het landgoed Kernhem op ongeveer 250 meter ten zuidwesten van Huis Kernhem. Op ongeveer 200 meter naar het noorden ligt aan de overzijde van de Kernhemselaan (verlengde van de Doolhoflaan) op het landgoed de omgrachte Hanenburg.
De Vissenkom wordt door de gemeente, samen met de Hanenburg, bomenlanen en het doolhof, aangeduid als kernkwaliteit van het Landgoed Kernhem. Het gebied was een beschermd stads- en dorpsgezicht, dat sinds 2003 beschermd wordt via het bestemmingsplan.

## Geschiedenis
Rond 1500 voor Chr. was er hier reeds bewoning.
In 1715 werd rondom Huis Kernhem een park aangelegd in classicistische stijl, gekenmerkt door bomenlanen met een centrale symmetrische as die tussen de Vissenkom en de Hanenburg doorliep. Aan het begin van de 19e eeuw werd het park in landschappelijke stijl aangepast en werd er rond de Vissenkom een parkje ingericht met slingerende paden. De Vissenkom vormde samen met de Hanenburg voor de bewoners een aantrekkelijke plek om naar toe te lopen.
In 1970 werd het landgoed inclusief de Vissenkom geschonken aan de gemeente Ede.
Aan het eind van de jaren 1980 werd het park van Kernhem opgeknapt, waarbij de Vissenkom werd hersteld.
In 1990 werd het Suske en Wiske-verhaal Het witte wief uitgegeven, waarin ze op aanraden van het Witte Wief in de Vissenkom moeten springen om te ontkomen aan Udo de Boze.